# Авл Габіній Секунд
Авл Габіній Секунд (лат. Aulus Gabinius Secundus; ? — після 43) — державний та військовий діяч Римської імперії, консул-суффект 35 і 43 року.

## Життєпис
Походив з роду Габініїв. Ймовірно службу розпочав наприкінці правління Октавіана Августа. У 35 році став консулом-суффектом разом з Децимом Валерієм Азіатіком. У 41 році призначений імператорським легатом-пропретором у Верхній Германії. На цій посаді провів декілька походів проти племені хавків, відвоювавши трьох римських орлів, втрачених Публієм Квінтілієм Варом. Також спустошив землі між річками Амізія (сучасний Емс) та Візургієм (сучасний Везер). За це від імператора Клавдія отримав право на тріумф та агномен Хавк. У 43 році знову обіймав посаду консула-суффекта з невідомим колегою. Про подальшу долю немає відомостей.

## Родина
- Авл Габіній Секунд, консул-суффект 43 року